# Hyles nicaea
Hyles nicaea é uma espécie de insetos lepidópteros, mais especificamente de traças, pertencente à família Sphingidae.
A autoridade científica da espécie é de Prunner, tendo sido descrita no ano de 1798.
Trata-se de uma espécie presente no território português.

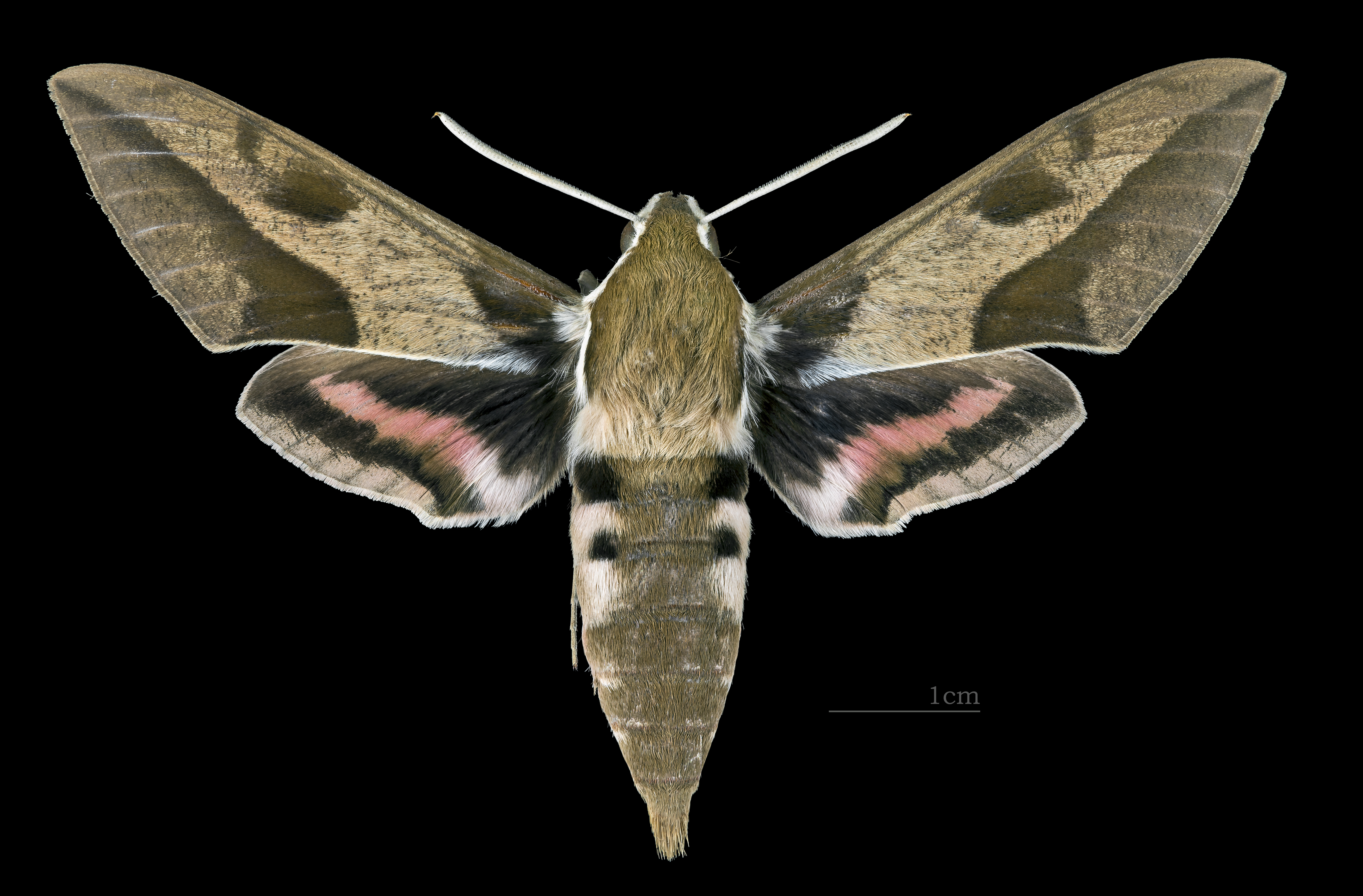
Hyles nicaea nicaea ♂
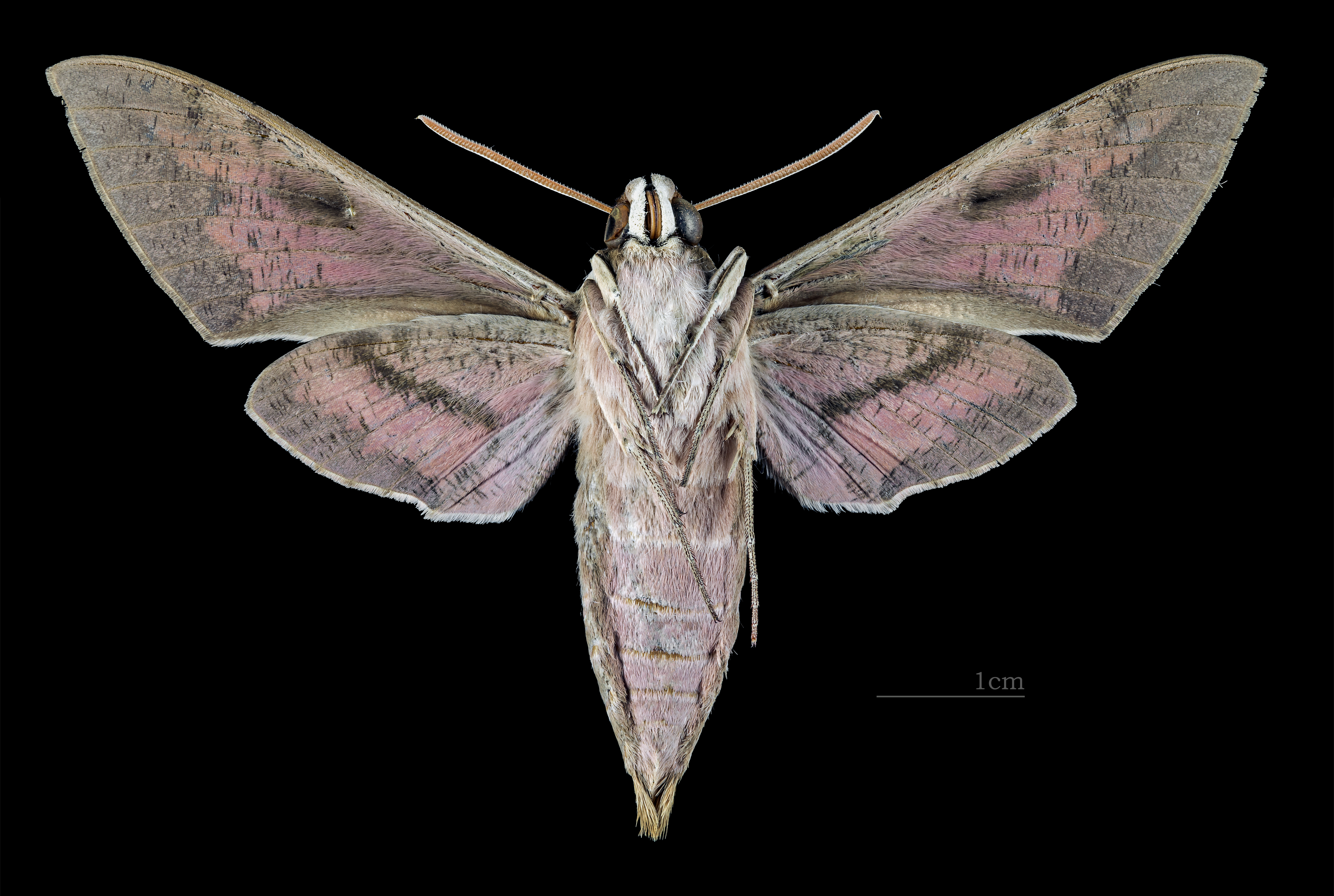
Hyles nicaea nicaea ♂   △
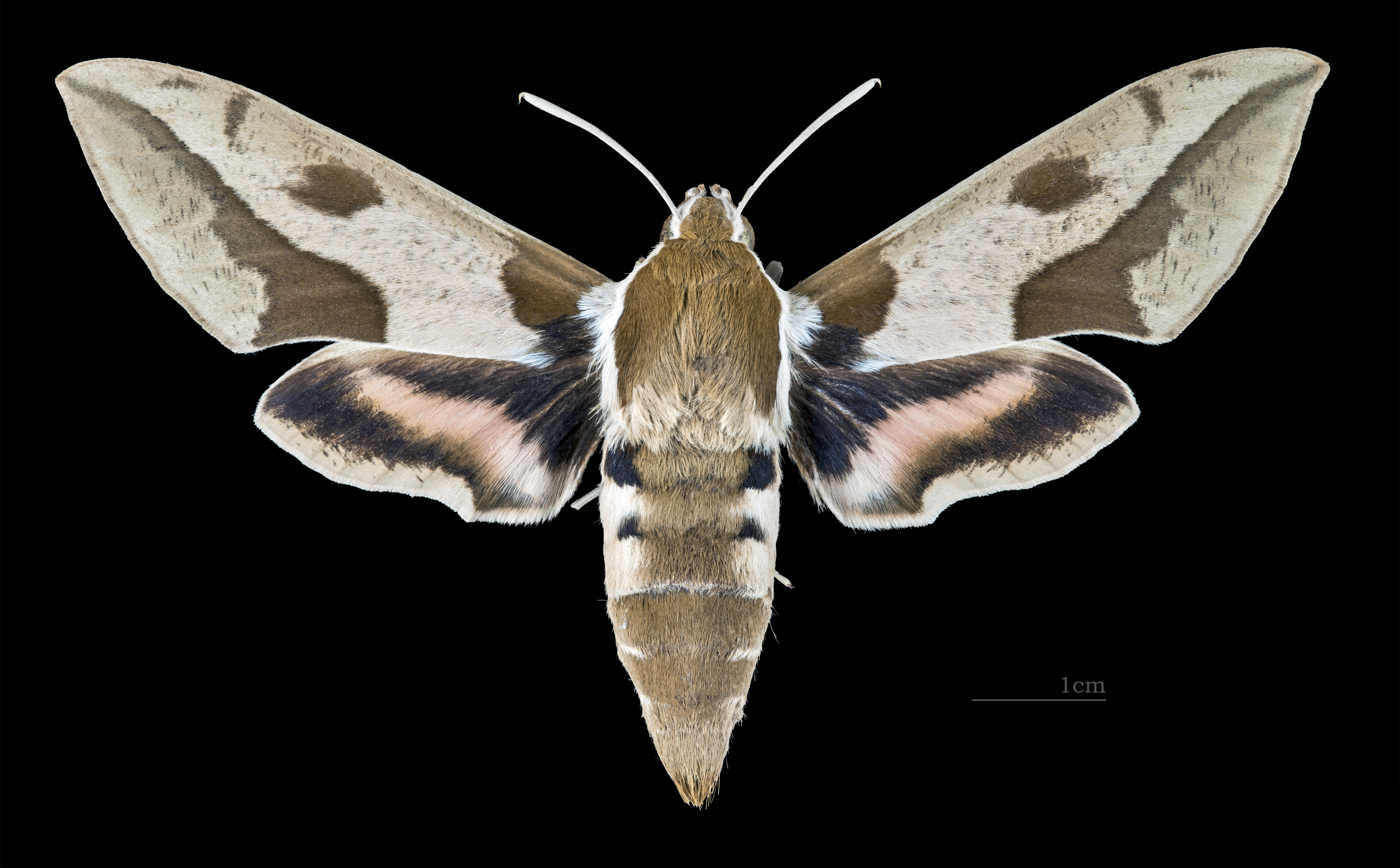
Hyles nicaea nicaea  ♀
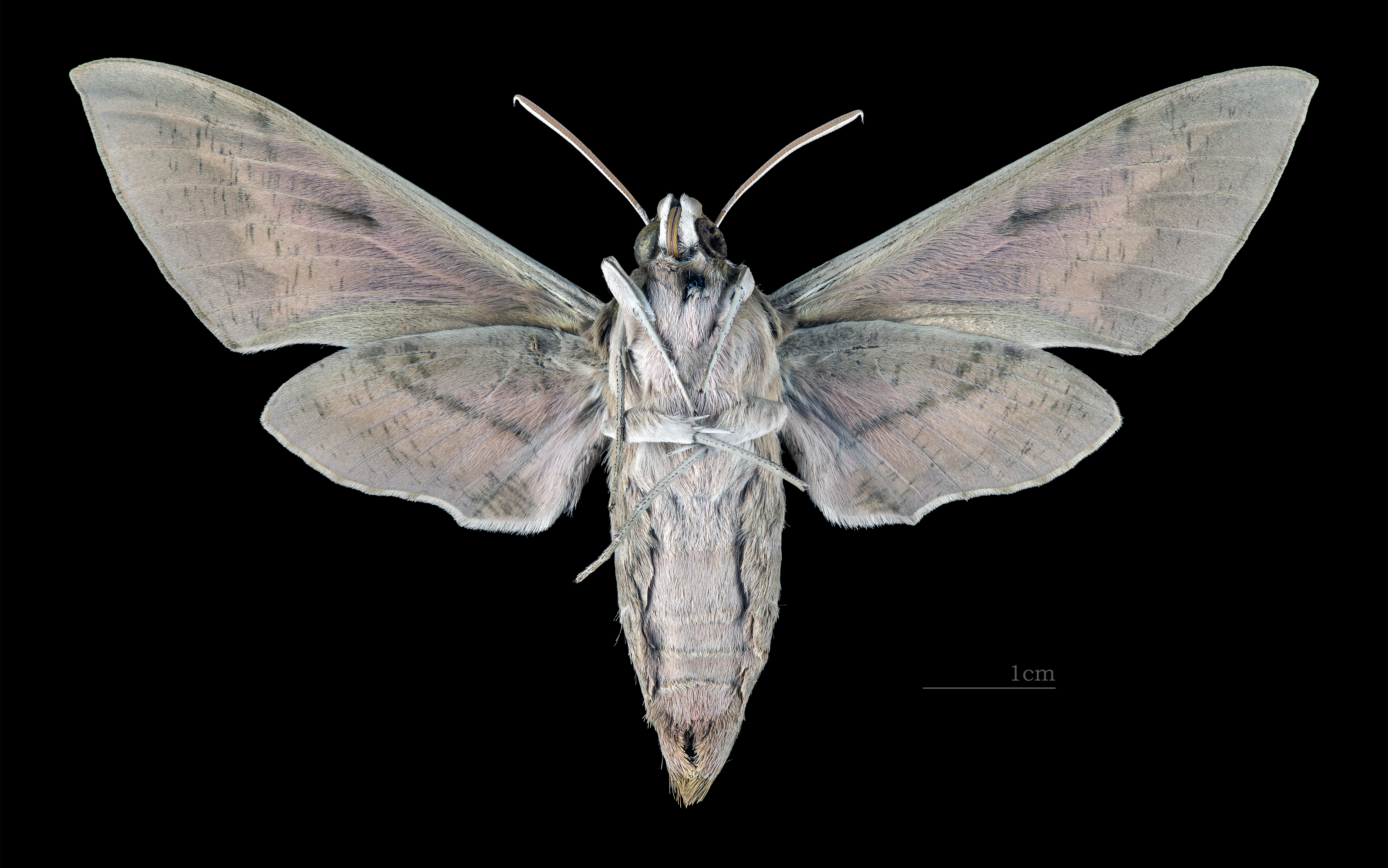
Hyles nicaea nicaea  ♀ △